# Gudit
Gudit, Yodit eller Judit (levde cirka år 960), var en legendarisk afrikansk krigare och regerande drottning. 
Enligt legenden skövlade och erövrade Gudit kungariket Aksum i Etiopien, brände staden Aksum, utplånade nästan dess kristna dynasti och regerade över landet i fyrtio år sedan hon mördat dess kejsare.
Hon var en verklig person, men uppgifterna om henne i historiska dokument är fragmentariska och obekräftade. Det finns flera olika teorier om hennes identitet. Omkring år 960 nämner en arabisk krönikör att Etiopien regerades av en kvinna sedan många år. År 969/970 gav kungen av Jemen en gåva till kalifen som han i sin tur hade fått av Etiopiens drottning. 